# Звяд Гогочурі
Звяд Гогочурі (груз. ზვიად გოგოჭური  нар. 30 жовтня 1986, Ахмета, Грузинська РСР, СРСР ) — грузинський паралімпієць, дзюдоїст  з вадами зору. 
Призер Чемпіонату Європи та Всесвітніх ігор IBSA у ваговій категорії до 90 кг. Він здобув золоту медаль на літніх Паралімпійських іграх 2016 року у Ріо-де-Жанейро 2016 року у ваговій категорії до 90 кг. Це стало першою паралімпійською медаллю для нього та Грузії загалом на Паралімпіадах..
Також він перемагав на інших міжнародних турнірах. Дворазовий срібний (2012, 2015) та триразовий бронзовий призер (2008, 2013, 2014) . Переможець чемпіонату світу 2011 року та срібний призер 2009 року. Чемпіон світу серед парадзюдоїстів 2018 року. Чемпіон Грузії (2012, -90 кг).
Після прибуття до Японії на літні Паралімпійські ігри 2021 року його заарештували за напад на охоронця в готелі Токіо 16 серпня 2021 року

## Основні результати
| рік      | Турнір              | Місце проведення змагань | Вагова категорія | Результат |
| -------- | ------------------- | ------------------------ | ---------------- | --------- |
| 2013 рік | Чемпіонат Європи    | Будапешт, Угорщина       | до 90 кг         | 1         |
| 2014 рік | Чемпіонат Європи    | Монпельє, Франція        | до 90 кг         | 1         |
| 2016 рік | Паралімпійські ігри | Ріо-де-Жанейро, Бразилія | до 90 кг         | 1         |